# Apollos d'Alexandrie
Apollos (Απολλως, forme abrégée d’Apollonios) ou Apollonios (Texte occidental des Actes des Apôtres) est un juif cultivé venant d’Alexandrie lorsqu'il est mentionné pour la première fois à Éphèse dans les Actes des Apôtres. Il est aussi appelé Apollonios de Césarée de Cappadoce, ville dont il aurait été le premier évêque. Disciple de Jean Baptiste versé dans les Écritures, il devient prédicateur de la « Voie du Seigneur » et rencontre un grand succès. Ce que nous connaissons de lui provient uniquement du Nouveau Testament, plus précisément des Actes des apôtres, de la Première épître aux Corinthiens et de l'Épître à Tite.

## Éléments de biographie
Venu d’Alexandrie à Éphèse, Apollos, cet homme de culture grecque (et peut-être disciple du philosophe Philon), tout en étant versé dans les Écritures, est en contact avec la communauté juive de la ville. Invité au service religieux de la synagogue, il prêche avec éloquence la « Voie du Seigneur » et attire l’attention de Priscille et Aquila, qui le mettent plus au fait de la doctrine de Jésus-Christ.
En fait, Apollos n’a connu que le « baptême de Jean », un baptême de conversion et de purification des péchés. L’incident, comme celui raconté au chapitre suivant des Actes, révèle qu’il existait un groupe de disciples de Jean qui survécut à la mort du Précurseur et ne se rallia que plus tard au christianisme pentecostal.
Apollos passe en Achaïe (Grèce) avec une lettre de recommandation des chrétiens d’Éphèse. À Corinthe, il a du succès : il est « d’un grand secours aux fidèles », sans nul doute parce que sa culture grecque lui permet de faire passer plus facilement le message et de le présenter de manière attrayante : « Avec la force de ses arguments, il a raison des Juifs en public, prouvant par les Écritures que le Messie c’était Jésus. »
Il devient un collaborateur de Paul qui, par quatre fois, mentionne son nom dans sa Première épître aux Corinthiens. À Corinthe, Apollos est influent et a ses partisans : aussi Paul insiste-t-il sur le danger des divisions et de la formation de « cliques » : « Chacun de vous parle ainsi : moi j’appartiens à Paul ; moi à Apollos ; moi à Kephas. Le Christ est-il divisé ? Est-ce Paul qui a été crucifié pour vous ? »
Plus tard, d’Éphèse, Paul souhaite envoyer le « frère » Apollos auprès de la communauté de Corinthe, mais Apollos refuse. Sans doute ne souhaite-t-il pas que sa présence ranime les tensions qui secouent la communauté chrétienne de Corinthe. Il est clair qu’il y a ses partisans.
Une dernière mention d’Apollos est faite dans la lettre de Paul à Tite. Il recommande à Tite de « veiller avec zèle au voyage d'Apollos ». Cela montre qu’Apollos est resté missionnaire et collaborateur de Paul.

## Auteur de l’Épître aux Hébreux?
Martin Luther est le premier à avoir proposé Apollos comme auteur de l’Épître aux Hébreux (qui est plutôt un sermon qu'une lettre). Cette théorie a été reprise par d’autres biblistes après lui. Soulignant les affinités littéraires existant entre l’épître et les écrits de Philon d’Alexandrie, le dominicain C. Spicq est le grand protagoniste contemporain de cette théorie. D’autres, dont Albert Vanhoye, restent sceptiques.
Diverses traditions – aucune fiable – donnent Apollos comme évêque d’Iconium, ou de Césarée, ou même de Corinthe… Rien n’est certain.
Selon Simone Pétrement, Apollos doit être tenu pour l'auteur de l'Évangile selon Jean.
Il n’a pas de jour vraiment attribué par l’Église catholique romaine. Son nom ne se trouve pas dans l’ancien Martyrologe romain. Certaines églises le commémorent cependant le 9 décembre. L'Église orthodoxe le fête le 30 mars, et avec six autres disciples le 8 décembre.